# منتخب بلجيكا لكرة اليد للسيدات
منتخب بلجيكا الوطني لكرة اليد للسيدات (بالفرنسية: Équipe de Belgique féminine de handball)‏ هو ممثل بلجيكا الرسمي في المنافسات الدولية في كرة اليد للسيدات.